# Antonio Maruffo Mendoza
Antonio Maruffo Mendoza (Ciudad Juárez, 1956. április 19. –) mexikói nemzetközi labdarúgó-játékvezető, a játékvezetők ügyintézője, oktatója.		

## Pályafutása

### Nemzeti játékvezetés
Ellenőreinek, sportvezetőinek javaslatára lett az I. Liga játékvezetője. Az aktív nemzeti játékvezetéstől 2002-ben vonult vissza. Első ligás mérkőzéseinek száma: 350.

### Nemzetközi játékvezetés
A Mexikói labdarúgó-szövetség Játékvezető Bizottsága (JB) terjesztette fel nemzetközi játékvezetőnek, a Nemzetközi Labdarúgó-szövetség (FIFA) 1991-től tartotta nyilván bírói keretében. Több nemzetek közötti válogatott és klubmérkőzést vezetett. FIFA JB besorolás szerint elit kategóriás bíró.
Az aktív nemzetközi játékvezetéstől 2002-ben a FIFA 45 éves korhatárát elérve búcsúzott.

#### Világbajnokság
Ecuador rendezte az 1995-ös U17-es labdarúgó-világbajnokságot, ahol a FIFA JB bíróként foglalkoztatta.
| Időpont             | Helyszín                   | Mérkőzés típusa        | Mérkőzés            | Eredmény | Nézők száma |
| ------------------- | -------------------------- | ---------------------- | ------------------- | -------- | ----------- |
| 1995. augusztus 4.  | Városi Stadion, Riobamba   | selejtező (C. csoport) | Nigéria–Katar       | 1 : 1    | 20 000      |
| 1995. augusztus 9.  | Központi Stadion, Cuenca   | selejtező (B. csoport) | Argentína–Guinea    | 2 : 0    | 15 000      |
| 1995. augusztus 13. | Városi Stadion, Portoviejo | egyik negyeddöntő      | Brazília–Ausztrália | 3 : 1    | 12 000      |

A világbajnoki döntőhöz vezető úton Franciaországba a XVI., az 1998-as labdarúgó-világbajnokságra, valamint Dél-Koreába és Japánba a XVII., a 2002-es labdarúgó-világbajnokságra a FIFA JB bíróként alkalmazta. A selejtezők során CONMEBOL és a CONCACAF zónában kaputt feladatokat.

##### 1998-as labdarúgó-világbajnokság
| Időpont            | Helyszín                            | Mérkőzés típusa        | Mérkőzés        | Eredmény | Nézők száma |
| ------------------ | ----------------------------------- | ---------------------- | --------------- | -------- | ----------- |
| 1997. november 16. | Domingo Burgueño Stadion, Maldonado | előselejtező (18. kör) | Uruguay–Ecuador | 5 : 3    | 4 000       |

##### 2002-es labdarúgó-világbajnokság
| Időpont             | Helyszín                                 | Mérkőzés típusa                          | Mérkőzés              | Eredmény | Nézők száma |
| ------------------- | ---------------------------------------- | ---------------------------------------- | --------------------- | -------- | ----------- |
| 2001. június 2.     | Monumental Stadion, Lima                 | előselejtező (13. kör)                   | Peru–Ecuador          | 1 : 2    | 54 236      |
| 2001. augusztus 14. | José Pachencho Romero Stadion, Maracaibo | előselejtező (14. kör)                   | Venezuela–Uruguay     | 2 : 0    | 8 500       |
| 2000. április 2.    | Flores Stadion, Guatemalaváros           | előselejtező (központi zóna, A. csoport) | Guatemala–El Salvador | 0 : 1    | 30 000      |
| 2000. november 15.  | Carlos Salazar Hijo Stadion, Mazatenango | előselejtező (döntők,- 3. csoport)       | Guatemala–Costa Rica  | 2 : 1    | 12 000      |

#### Amerika-kupa
Bolívia adott otthont a 38., az 1997-es Copa América labdarúgó tornának, ahol a CONMEBOL JB bírói szolgálatra alkalmazta.
| Időpont          | Helyszín                       | Mérkőzés típusa        | Mérkőzés        | Eredmény | Nézők száma |
| ---------------- | ------------------------------ | ---------------------- | --------------- | -------- | ----------- |
| 1997. június 12. | Patria Stadion, Sucre          | selejtező (B. csoport) | Peru–Uruguay    | 1 : 0    | 6 000       |
| 1997. június 18. | Hernando Siles Stadion, La Paz | selejtező (B. csoport) | Bolívia–Uruguay | 1 : 0    | 30 000      |

##### Arany-kupa
Az USA és Mexikó együtt adott otthont 2., az 1993-as CONCACAF-aranykupa labdarúgó tornának, ahol a  CONCACAF JB hivaralnoki feladatokkal bízta meg.
| Időpont          | Helyszín                      | Mérkőzés típusa        | Mérkőzés       | Eredmény | Nézők száma |
| ---------------- | ----------------------------- | ---------------------- | -------------- | -------- | ----------- |
| 1993. július 17. | Marcel Saupin Stadion, Dallas | selejtező (A. csoport) | Jamaica–Panama | 1 : 1    | 16 348      |

## Szakmai sikerek
Az IFFHS (Nemzetközi Futballtörténészek- és Statisztikusok Szövetsége) 1987–2011 évadokról tartott nemzetközi szavazásán 151, játékvezető besorolásával minden idők 109, legjobb bírójának rangsorolta, holtversenyben  Ahmet Çakar, Pietro D'Elia, Arturo Daudén Ibáñez,  Alberto Tejada Noriega, Sergio Fabián Pezzotta, Carlos Silva Valente társaságában.